# Libuňka
Libuňka är ett vattendrag i Tjeckien.   Det ligger i regionen Hradec Králové, i den centrala delen av landet, 80 km nordost om huvudstaden Prag.